# Cliff Edwards
Clifton Avon Edwards (Hannibal, Misuri, 14 de junio de 1895-Hollywood, California, 17 de julio de 1971), también conocido como Ukelele Ike, fue un actor de voz y cantante estadounidense. Gozó de gran popularidad en los años 1920 y 1930. Trabajó en películas como Lo que el viento se llevó y His Girl Friday. Como actor de voz, su papel más recordado fue el de Pepito Grillo en la película animada Pinocho, producida por Walt Disney.

## Biografía

### Primeros años
Dejó la escuela a los 14 años de edad y se trasladó a St. Louis y Saint Charles donde comenzó su carrera musical. Como en los salones la mayoría de los pianos estaban en mal estado aprendió a tocar el ukulele.

### Carrera

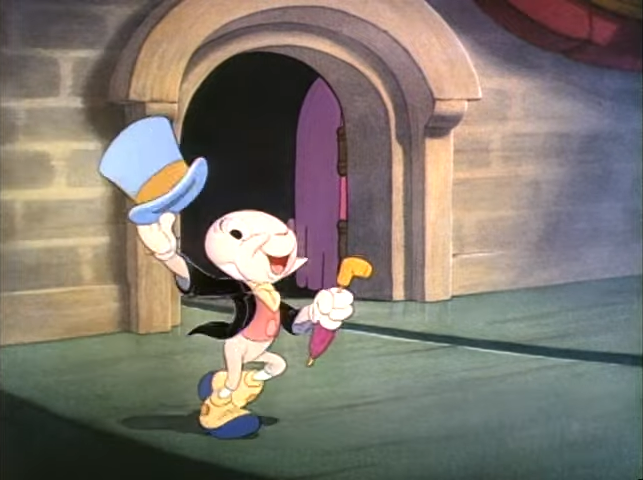
Ukelele Ike se hizo famoso por darle la voz a Pepito Grillo.

En 1929 fue contratado por el director y productor Irving Thalberg (director de la compañía Metro-Goldwyn-Mayer) para hacer las primeras películas sonoras. Luego de trabajar en varios cortometrajes, Edwards fue estrella de Hollywood Revue, haciendo una serie de bits de historietas y cantar algunos números, incluyendo el debut en el cine con su éxito "Cantando bajo la lluvia". Él apareció en un total de 33 películas para la MGM.
Edwards también hizo películas para la Warner Bros y RKO Pictures. En 1940 obtuvo su papel más importante a lo largo de su carrera siendo la voz de Pepito Grillo en la película de Walt Disney Pinocho. Un año más tarde, en 1941, fue la voz del Cuervo Jim en la película Dumbo, cantando "When I See An Elephant Fly". Sin embargo, la popularidad de Edwards se desvaneció cuando el gusto del público cambió a crooners como Russ Columbo, Rudy Vallee y Bing Crosby.

## Filmografía[4]

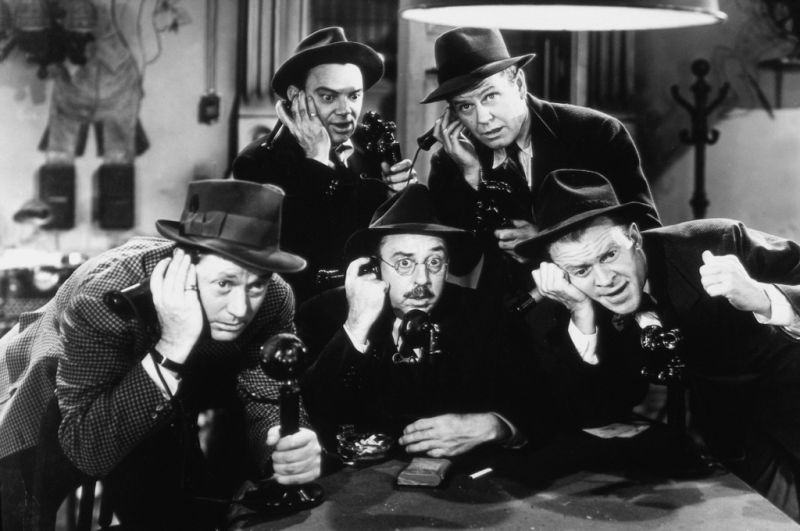
Edwards con el reparto de la película de 1940, His Girl Friday.

| - Marianne (1929) - The Hollywood Revue of 1929 (1929) - Doughboys (1930) - Montana Moon (1930) - Lord Byron of Broadway (1930) - Way Out West (1930) - Those Three French Girls (1930) - Good News (1930) - Dance, Fools, Dance (1931) - Parlor, Bedroom and Bath (1931) - Stepping Out (1931) - Laughing Sinners (1931) - The Sin of Madelon Claudet (1931) - The Great Lover (1931) - Sidewalks of New York (1931) - Fast Life (1932) - Hell Divers (1932) - Flying Devils (1933) - Red Salute (1935) - George White's 1935 Scandals (1935) | - They Gave Him a Gun (1937) - The Bad Man of Brimstone (1937) - Saratoga (1937) - The Girl of the Golden West (1938) - Maisie (1939) - Lo que el viento se llevó (1939) - Flowing Gold (1940) - His Girl Friday (1940) - Pinocho (1940) voz de Pepito Grillo - Power Dive (1941) - Dumbo (1941) voz del cuervo Dandy (Jim) - American Empire (1942) - Red River Robin Hood (1942) - Seven Miles from Alcatraz (1942) - The Falcon Strikes Back (1943) - Fun and Fancy Free (1947) - The Man from Button Willow (1965) voz |

## Cortos comoPepito Grillo[5]
| Año  | Corto                                  |
| 1955 | You the Human Animal                   |
| 1955 | You and Your Senses of Smell and Taste |
| 1955 | You and Your Sense of Touch            |
| 1955 | You and Your Food                      |
| 1955 | You and Your Five Senses               |
| 1955 | I'm No Fool with Fire                  |
| 1956 | I'm No Fool with a Bicycle             |
| 1956 | I'm No Fool as a Pedestrian            |
| 1956 | You and Your Ears                      |
| 1956 | I'm No Fool Having Fun                 |
| 1957 | I'm No Fool in Water                   |
| 1970 | I'm No Fool with Electricity           |

## Vida personal
Edwards descuidaba el dinero, siempre trataba de tener el estilo de vida caro. Continuó trabajando en la Gran Depresión aunque nunca volvería a tener el dinero ya que la mayor parte de sus ingresos fueron a la pensión alimenticia para sus tres exesposas y pagar deudas. Sus esposas fueron Gertrude Ryrholm (1919-1923), Irene Wylie (1923-1931) y Judith Barrett (1932-1936).

## Muerte
Edwards sufrió en sus últimos años adicción a las drogas y alcohol; también era fumador desde muy joven. Finalmente murió el 17 de julio de 1971 a causa de un paro cardíaco provocado por la arteriosclerosis. Walt Disney pagó su lápida.

## Honores
En 2002, fue incluido en la lista del Premio del Salón de la Fama de los Grammy gracias a su canción  "When You Wish Upon A Star" de 1940.